# R&S Records

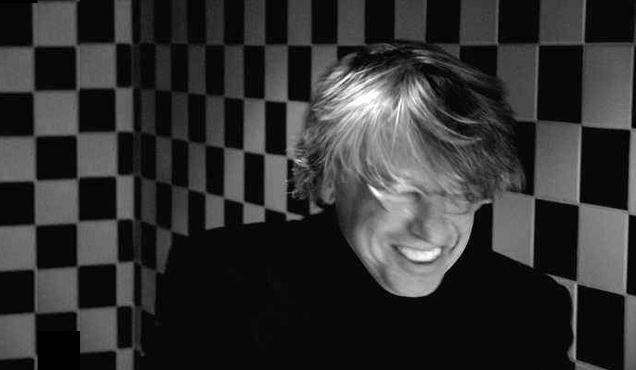
Renaat Vandepapeliere

R&S Records̚ é uma gravadora independente fundada em 1983 em Ghent, Bélgica.
R&S representa as iniciais de Renaat Vandepapeliere e Sabine Maes, o casal que criou a gravadora. O selo foi nomeado inicialmente como Milos Music Belgium, mas apenas um álbum foi lançado com este selo. 
Vandepapeliere passou de "Disc jockey" (DJ) a desenvolver o selo em resposta à sua irritação pessoal com a cena musical belga enquanto se inspirava no New Beat belga no final dos anos 1980: "Eu trabalhava em uma loja de discos, mas como DJ estava ficando muito frustrado com o Cena belga. Os clubes eram demais comerciais e a música americana simplesmente não era aceita. Foi aí que a ideia de começar a gravadora começou, e foi o New beat que me deu a chance."